# しんがぎん
しんが ぎん（1972年7月10日 - 2002年5月26日）は、日本の男性漫画家。本名は熊澤栄二。山形県鶴岡市出身。山形県立鶴岡南高等学校、新潟大学人文学部卒業。主に『週刊少年ジャンプ』で活躍した。代表作は『鬼が来たりて』。またLeaf作品などを題材とした同人活動も行っていた。
ペンネームの由来は、「しんが」については本人も覚えておらず、「ぎん」は本名の「栄二」を銀の元素記号の「Ag」にかけたことによる。本来は「しんが」が姓、「ぎん」が名に相当するが、尾田栄一郎やファンからは「がぎん兄さん」と呼ばれていた。

## 略歴
プロデビュー以前からアニメ雑誌『ファンロード』でも活躍していた。
大学在学中の1994年、集英社の「ホップ☆ステップ賞」第109回（94年3月期）に「鬼が来たりて」で入賞しデビュー。同作は同年『ジャンプ』オータムスペシャル・「ホップ★ステップ賞SELECTION」15巻にも収録された。単行本収録時は「鬼部の章」という副題が付いている。
同年『ジャンプ』ウィンタースペシャルには「鬼が来たりて 百鬼の章」を掲載。
大学卒業後は上京し、和月伸宏の下でアシスタント（いわゆる和月組）を務め、『るろうに剣心 -明治剣客浪漫譚-』の連載を支えた。その傍ら、1995年の「第2回黄金の女神像争奪ジャンプ新人海賊杯」にて、ジャンプ38号掲載の「鬼が来たりて 人鬼の章」で優勝。これにより、1996年『週刊少年ジャンプ』5・6号から18号まで「鬼が来たりて」を連載。
1996年、『ジャンプ』30号に読み切り作品「疾風伝ハヤテ」を掲載する。
1998年、『ジャンプ』11号から推理漫画「少年探偵Q」（原作:円陣）の連載を開始したものの、同年26号で終了する。
その後は、『赤マルジャンプ』で読切作品「リィンCARNATION」 (2000WINTER) と「SOLAR POWER」 (2000SUMMER) を共にセンターカラー付きで掲載した。またジャンプ ジェイ ブックスの城崎火也のホラー小説『三番目の転校生』（2000年10月23日発売）と『禁じられた鏡』（2001年12月25日発売）の挿絵を担当した。
2002年5月26日に29歳で急逝。ストレスからくる拒食症による心不全とされる。墓所は故郷・鶴岡にある。

## 作品リスト

### 連載
- 鬼が来たりて（週刊少年ジャンプ、全2巻）
- 少年探偵Q（原作：円陣、週刊少年ジャンプ、全2巻）

### 読み切り
- 疾風伝ハヤテ（週刊少年ジャンプ）
- リィンCARNATION（赤マルジャンプ）
- SOLAR POWER（赤マルジャンプ）

### 挿絵
- 三番目の転校生（原作：城崎火也）
- 禁じられた鏡（原作：城崎火也）

## 死後の関係者の動向
しんがぎん死去の直後に発売された『ジャンプ』巻末コメントで、同じく和月伸宏のアシスタントを務めた尾田栄一郎、武井宏之、鈴木信也、かつてしんがぎんのアシスタントを務めたキユが追悼のコメントを寄せた。さらに翌年の盆明けには、和月が名前は挙げていないものの、墓参りの報告と追悼のコメントを寄せている。なお、2002年当時和月は連載を持っておらず、追悼のコメントを寄せることが出来なかった。
また、『ONE PIECE』233話の縁が黒く塗られた扉絵（普段は白縁）は、同作品の単行本巻二十五で、しんがぎんへの追悼の意を込めたものであると明かしている。
なお、しんがぎんが担当していた城崎火也の「明華学園シリーズ」の挿絵は三好直人に引き継がれている。

## 逸話
- 「鬼が来たりて」連載開始当時、地元からジャンプ連載作家が誕生したとして、山形放送からテレビ・ラジオ双方で何度か取材を受けた。そのテレビ取材の際、女性リポーターから「いつか私を作品に登場させて欲しい」という要望を受け、了承した。それから2年後に連載された『少年探偵Q』の第1話でその約束を果たした。
- 「和月組」の面々へは、毎年しんがぎんの実家からさくらんぼが贈られていたが、実家は農家ではない。

## アシスタント
- 松井勝法（旧名・キユ）[8]